# Support Our Scouts Act
Le Support Our Scouts Act est constitutif du Department of Defense Appropriations Act, 2006 et a pour objet d'empêcher les agences locales, étatiques et fédérales, de réduire leur soutien à Boy Scouts of America (et à d'autres organisations de jeunesse). 
Le projet de loi fut lancé en pleines controverses sur Boy Scouts of America, liées à l'exclusion systématique des athées et des gays, et par retour, aux limitations aux ressources publiques que ces règles discriminatoires entrainaient.

## Contenu de l'Act
De façon spécifique, le projet de loi indique :
- Aucune loi fédérale ... ne doit être interprétée comme limitant toute forme de soutien à une organisation de jeunesse (y compris les Boy Scouts of America ou tout groupe officiellement affilié à la Boy Scouts of America)

- Un État ou une unité d'administration locale qui a désigné un forum ouvert au public, ou fermé au public, et qui est un bénéficiaire de l'aide en vertu du présent titre, ne peut dénier l'égalité d'accès ou une chance équitable de répondre, à toute organisation de jeunesse, y compris les Boy Scouts of America ou tout groupe officiellement affilié à la Boy Scouts of America, qui souhaite organiser une réunion ou participer à ce forum.

En octobre 2005, Le Sénat accepte d'inclure cette proposition d'amendement dans le Department of Defense Appropriations Act, 2006 par acceptation unanime
L'Act fut signé par George W. Bush le 30 décembre 2005 et devint force de loi.